# Cixius tappana
Cixius tappana är en insektsart som beskrevs av Matsumura 1914. Cixius tappana ingår i släktet Cixius och familjen kilstritar. Inga underarter finns listade i Catalogue of Life.